# Газімуро-Заводський район
Газіму́ро-Заво́дський район (рос. Газимуро-Заводский район) — район у складі Забайкальського краю Російської Федерації.
Адміністративний центр — село Газімурський Завод.

## Історія
24 серпня 1961 року Газімуро-Заводський район та Шахтаминський район були об'єднані як Шелопугінський район.
29 листопада 1979 року зі складу Шелопугінського району виділено Газімуро-Заводський район.

## Населення
Населення — 8676 осіб (2019; 9407 в 2010, 9578 у 2002).

## Адміністративний поділ
Район адміністративно поділяється на 9 сільських поселень:
| Поселення                             | Площа, км² | Населення, осіб (2002) | Населення, осіб (2010) | Населення, осіб (2019) | Центр              | Населені пункти |
| ------------------------------------- | ---------- | ---------------------- | ---------------------- | ---------------------- | ------------------ | --------------- |
| Батаканське сільське поселення        | 552,81     | 945                    | 827                    | 752                    | Батакан            | 5               |
| Буруканське сільське поселення        | 221,97     | 578                    | 485                    | 425                    | Бурукан            | 4               |
| Газімуро-Заводське сільське поселення | 332,74     | 3732                   | 3880                   | 3665                   | Газімурський Завод | 6               |
| Зеренське сільське поселення          | 6951,83    | 251                    | 229                    | 228                    | Зерен              | 2               |
| Кактолгинське сільське поселення      | 4397,88    | 592                    | 502                    | 418                    | Кактолга           | 3               |
| Новоширокинське сільське поселення    | 421,66     | 1033                   | 1404                   | 1388                   | Новоширокинський   | 2               |
| Солонеченське сільське поселення      | 266,66     | 898                    | 719                    | 597                    | Рудник Солонечний  | 3               |
| Трубачовське сільське поселення       | 785,45     | 798                    | 707                    | 606                    | Трубачово          | 3               |
| Ушмунське сільське поселення          | 492,18     | 751                    | 654                    | 597                    | Ушмун              | 2               |

## Найбільші населені пункти
| №  | Населений пункт    | Населення, осіб (2002) | Населення, осіб (2010) |
| -- | ------------------ | ---------------------- | ---------------------- |
| 1  | Газімурський Завод | 2465                   | 2657                   |
| 2  | Новоширокинський   | 698                    | 961                    |
| 3  | Рудник Солонечний  | 832                    | 688                    |
| 4  | Тайна              | 602                    | 576                    |
| 5  | Ушмун              | 651                    | 565                    |
| 6  | Батакан            | 595                    | 533                    |
| 7  | Трубачово          | 573                    | 510                    |
| 8  | Широка             | 335                    | 443                    |
| 9  | Кактолга           | 405                    | 339                    |
| 10 | Бурукан            | 345                    | 291                    |